# Xiphosomella crassipes
Xiphosomella crassipes är en stekelart som beskrevs av Dasch 1979. Xiphosomella crassipes ingår i släktet Xiphosomella och familjen brokparasitsteklar. Inga underarter finns listade i Catalogue of Life.